# Lista över fornlämningar i Norrköpings kommun (Vånga)
Lista över fornlämningar i Norrköpings kommun (Vånga) är en förteckning av ett urval av de fornlämningar som finns i Vånga i Norrköpings kommun.
| Namn                       | Lämningstyp  | Tillkomsttid | Historisk indelning | Plats | Läge                 | ID-nr          | Bild                                      |
| -------------------------- | ------------ | ------------ | ------------------- | ----- | -------------------- | -------------- | ----------------------------------------- |
| Vånga 1:1                  | Stensättning |              | Vånga, Östergötland |       | 58.522034, 15.799055 | 10052700010001 | Ladda upp en bild av detta fornminne      |
| Vånga 1:2                  | Stensättning |              | Vånga, Östergötland |       | 58.521708, 15.799424 | 10052700010002 | Ladda upp en bild av detta fornminne      |
| Göten (Vånga 2:1)          | Fornborg     |              | Vånga, Östergötland |       | 58.523777, 15.761310 | 10052700020001 | Ladda upp en bild av detta fornminne      |
| Ål (Vånga 3:1)             | Borg         |              | Vånga, Östergötland |       | 58.522636, 15.815726 | 10052700030001 | Ladda upp en till bild av detta fornminne |
| Vånga 6:1                  | Gravfält     |              | Vånga, Östergötland |       | 58.523512, 15.789533 | 10052700060001 | Ladda upp en bild av detta fornminne      |
| Vånga 9:1                  | Gravfält     |              | Vånga, Östergötland |       | 58.524589, 15.812434 | 10052700090001 | Ladda upp en bild av detta fornminne      |
| Vånga 10:1                 | Gravfält     |              | Vånga, Östergötland |       | 58.521315, 15.815624 | 10052700100001 | Ladda upp en bild av detta fornminne      |
| Drakudden (Vånga 20:1)     | Stensättning |              | Vånga, Östergötland |       | 58.553561, 15.805645 | 10052700200001 | Ladda upp en bild av detta fornminne      |
| Suggebo skans (Vånga 21:1) | Fornborg     |              | Vånga, Östergötland |       | 58.560110, 15.880854 | 10052700210001 | Ladda upp en bild av detta fornminne      |
| Vånga 22:1                 | Stensättning |              | Vånga, Östergötland |       | 58.594447, 15.795896 | 10052700220001 | Ladda upp en bild av detta fornminne      |
| Vånga 23:1                 | Stensättning |              | Vånga, Östergötland |       | 58.588318, 15.802403 | 10052700230001 | Ladda upp en bild av detta fornminne      |
| Vånga 26:1                 | Stensättning |              | Vånga, Östergötland |       | 58.572089, 15.796731 | 10052700260001 | Ladda upp en bild av detta fornminne      |
| Vånga 26:2                 | Stensättning |              | Vånga, Östergötland |       | 58.572021, 15.796861 | 10052700260002 | Ladda upp en bild av detta fornminne      |
| Vånga 26:3                 | Stensättning |              | Vånga, Östergötland |       | 58.571838, 15.797088 | 10052700260003 | Ladda upp en bild av detta fornminne      |
| Vånga 26:4                 | Stensättning |              | Vånga, Östergötland |       | 58.571687, 15.797180 | 10052700260004 | Ladda upp en bild av detta fornminne      |
| Vånga 28:1                 | Stensättning |              | Vånga, Östergötland |       | 58.575609, 15.791355 | 10052700280001 | Ladda upp en bild av detta fornminne      |
| Vånga 29:1                 | Gravfält     |              | Vånga, Östergötland |       | 58.574640, 15.795951 | 10052700290001 | Ladda upp en bild av detta fornminne      |
| Vånga 30:1                 | Stensättning |              | Vånga, Östergötland |       | 58.570260, 15.784054 | 10052700300001 | Ladda upp en bild av detta fornminne      |
| Vånga 30:2                 | Stensättning |              | Vånga, Östergötland |       | 58.570235, 15.784363 | 10052700300002 | Ladda upp en bild av detta fornminne      |
| Vånga 34:1                 | Stensättning |              | Vånga, Östergötland |       | 58.565025, 15.825167 | 10052700340001 | Ladda upp en bild av detta fornminne      |
| Vånga 36:1                 | Röse         |              | Vånga, Östergötland |       | 58.559099, 15.851784 | 10052700360001 | Ladda upp en bild av detta fornminne      |
| Veteklint (Vånga 63:1)     | Fornborg     |              | Vånga, Östergötland |       | 58.605765, 15.845307 | 10052700630001 | Ladda upp en bild av detta fornminne      |
| Singelklint (Vånga 65:1)   | Fornborg     |              | Vånga, Östergötland |       | 58.603452, 15.862177 | 10052700650001 | Ladda upp en bild av detta fornminne      |
| Vånga 91:1                 | Stensättning |              | Vånga, Östergötland |       | 58.601218, 15.839138 | 10052700910001 | Ladda upp en bild av detta fornminne      |
| Vånga 91:2                 | Stensättning |              | Vånga, Östergötland |       | 58.601137, 15.839585 | 10052700910002 | Ladda upp en bild av detta fornminne      |
| Vånga 91:3                 | Stensättning |              | Vånga, Östergötland |       | 58.600973, 15.839421 | 10052700910003 | Ladda upp en bild av detta fornminne      |
| Vånga 91:4                 | Stensättning |              | Vånga, Östergötland |       | 58.600892, 15.839129 | 10052700910004 | Ladda upp en bild av detta fornminne      |
| Vånga 92:1                 | Stensättning |              | Vånga, Östergötland |       | 58.572245, 15.820192 | 10052700920001 | Ladda upp en bild av detta fornminne      |
| Vånga 93:1                 | Stensättning |              | Vånga, Östergötland |       | 58.590633, 15.848188 | 10052700930001 | Ladda upp en bild av detta fornminne      |
| Vånga 184:1                | Gravfält     |              | Vånga, Östergötland |       | 58.535167, 15.792304 | 10052701840001 | Ladda upp en bild av detta fornminne      |
| Vånga 199:1                | Stensättning |              | Vånga, Östergötland |       | 58.563065, 15.823613 | 10052701990001 | Ladda upp en bild av detta fornminne      |
| Vånga 201:1                | Stensättning |              | Vånga, Östergötland |       | 58.563971, 15.818529 | 10052702010001 | Ladda upp en bild av detta fornminne      |
| Vånga 206:1                | Stensättning |              | Vånga, Östergötland |       | 58.560059, 15.820019 | 10052702060001 | Ladda upp en bild av detta fornminne      |
| Vånga 215:1                | Stensättning |              | Vånga, Östergötland |       | 58.538110, 15.854945 | 10052702150001 | Ladda upp en bild av detta fornminne      |